# Himmelpfort
Himmelpfort (lateinisch coeli porta) ist ein staatlich anerkannter Erholungsort im Norden des Landes Brandenburg und seit 2003 ein Ortsteil der Stadt Fürstenberg/Havel. Der Ort wurde am Beginn des 14. Jahrhunderts für die Konventsgebäude des Zisterzienserklosters Himmelpfort angelegt und ist bekannt für sein Weihnachtspostamt. 2019 wohnten 448 Menschen in Himmelpfort.

## Geographie

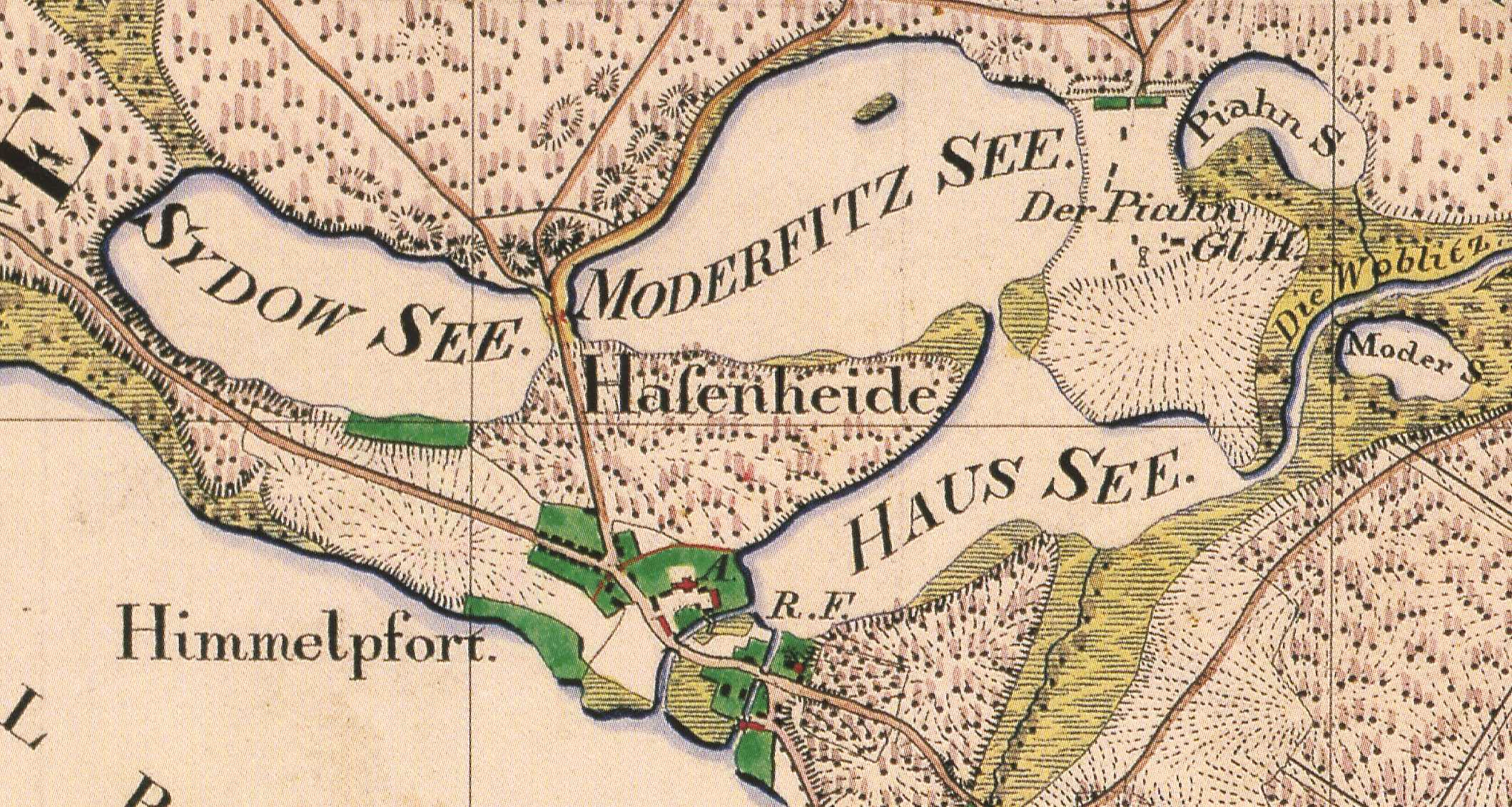
Himmelpfort auf einem Messtischblatt der Preußischen Uraufnahme von 1825

Himmelpfort liegt in einer wald- und seenreichen eiszeitlichen Endmoräne des Neustrelitzer Kleinseenlandes, eines Naturraums der Mecklenburgischen Seenplatte. Es zählt zur historischen Landschaft der Uckermark. Die zentrale Ortslage von Himmelpfort ist sechs Kilometer vom Stadtzentrum Fürstenbergs entfernt und erstreckt sich auf einer schmalen Talsandschwelle, die die Havelgewässer von den Seen an der Woblitz trennt. Sie liegt auf einer Höhe von 57 m ü. NHN und wird von vier miteinander verbundenen Seen umgeben: im Nordwesten der Sidowsee, im Nordosten der Moderfitzsee, im Osten der Haussee mit der Einmündung der Woblitz und im Süden und Westen der von der Havel durchflossene Stolpsee.
Die Fläche des Ortsteils beträgt 29,66 km² und schließt die Wohnplätze Kastaven, Pian und Woblitz mit ein. Weitere Seen im Gebiet des Ortsteils sind der Große Kastavensee, der Kleine Lychensee, der Moddersee, der Oberkastavensee und der Piansee. Im Südosten erstreckt sich das Waldgebiet der Himmelpforter Heide.
Himmelpfort grenzt im Norden an die Gemeinde Wokuhl-Dabelow in Mecklenburg-Vorpommern, im Osten an die Stadt Lychen im Landkreis Uckermark, im Süden an die Fürstenberger Ortsteile Bredereiche und Zootzen sowie an die Stadt Gransee und im Westen an das ortsteilfreie Kerngebiet Fürstenbergs.

## Geschichte

### Ur- und Frühgeschichte
Himmelpfort liegt an einer gut zu verteidigenden, verkehrsgünstigen Stelle, an der Menschen bereits zur Zeit der Ur- und Frühgeschichte siedelten. Zwischen Moderfitzsee und Haussee wurden Abschläge und Geräte aus Feuerstein aus der Mittelsteinzeit sowie mutmaßliche Überreste von Urnengräbern aus der Bronzezeit gefunden. In der Himmelpforter Heide befinden sich Hügelgräber aus der Bronzezeit.

### Klosterzeit

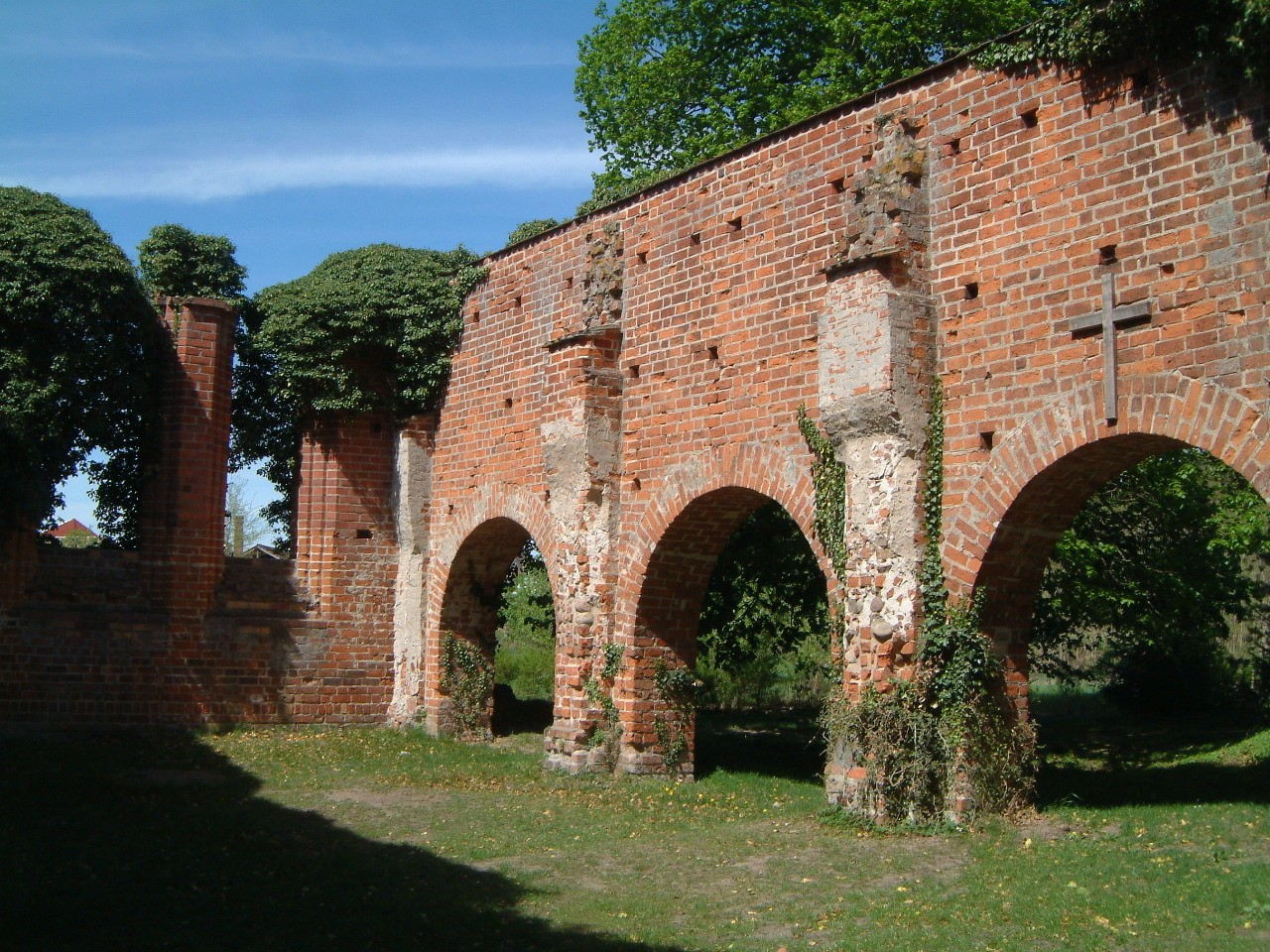
Ruine des Mittelschiffs der Klosterkirche

Markgraf Albrecht III. von Brandenburg besaß seit 1284 die Herrschaft Stargard mit dem Land Lychen. 1299 stiftete er dem Zisterzienserorden ein Mönchskloster im Land Lychen: das Kloster Himmelpfort, das er zu seinem Begräbniskloster bestimmte. Zur umfangreichen Erstausstattung gehörten die Dörfer Altthymen, Brüsenwalde, Garlin, Kastaven und Linow sowie alle Gewässer im Land Lychen. In der Folgezeit kamen die Dörfer Stolp, Bredereiche, Rudow, Tangersdorf, Rutenberg, Regelsdorf und Zootzen sowie weiterer Streubesitz an das Kloster. Den Aufbau des Klosters übernahm das Kloster Lehnin. Als Standort für die Konventsgebäude wurde die Landzunge zwischen Haussee und Stolpsee in Nachbarschaft des Dorfes Stolp gewählt. Das Kloster Himmelpfort wurde namensgebend für den hier entstehenden Ort.
Kurz nach seiner Gründung kam das Kloster Himmelpfort mit dem Vertrag von Vietmannsdorf (1304) und dem Friede von Templin (1317) von der Mark Brandenburg an Mecklenburg. Mit dem Frieden zu Wittstock (1442) wurde das Kloster wieder Teil Brandenburgs.
Die Grenzlage zwischen Brandenburg und Mecklenburg sowie wiederholte Schädigungen durch Raubzüge behinderten die Entwicklung des Klosters. 1541 wurde das Kloster im Rahmen der Reformation durch Kurfürst Joachim II. von Brandenburg säkularisiert und in eine Grundherrschaft umgewandelt. Der letzte Abt des Klosters wurde Pfarrer von Bredereiche.

### Zeit der Gutswirtschaft

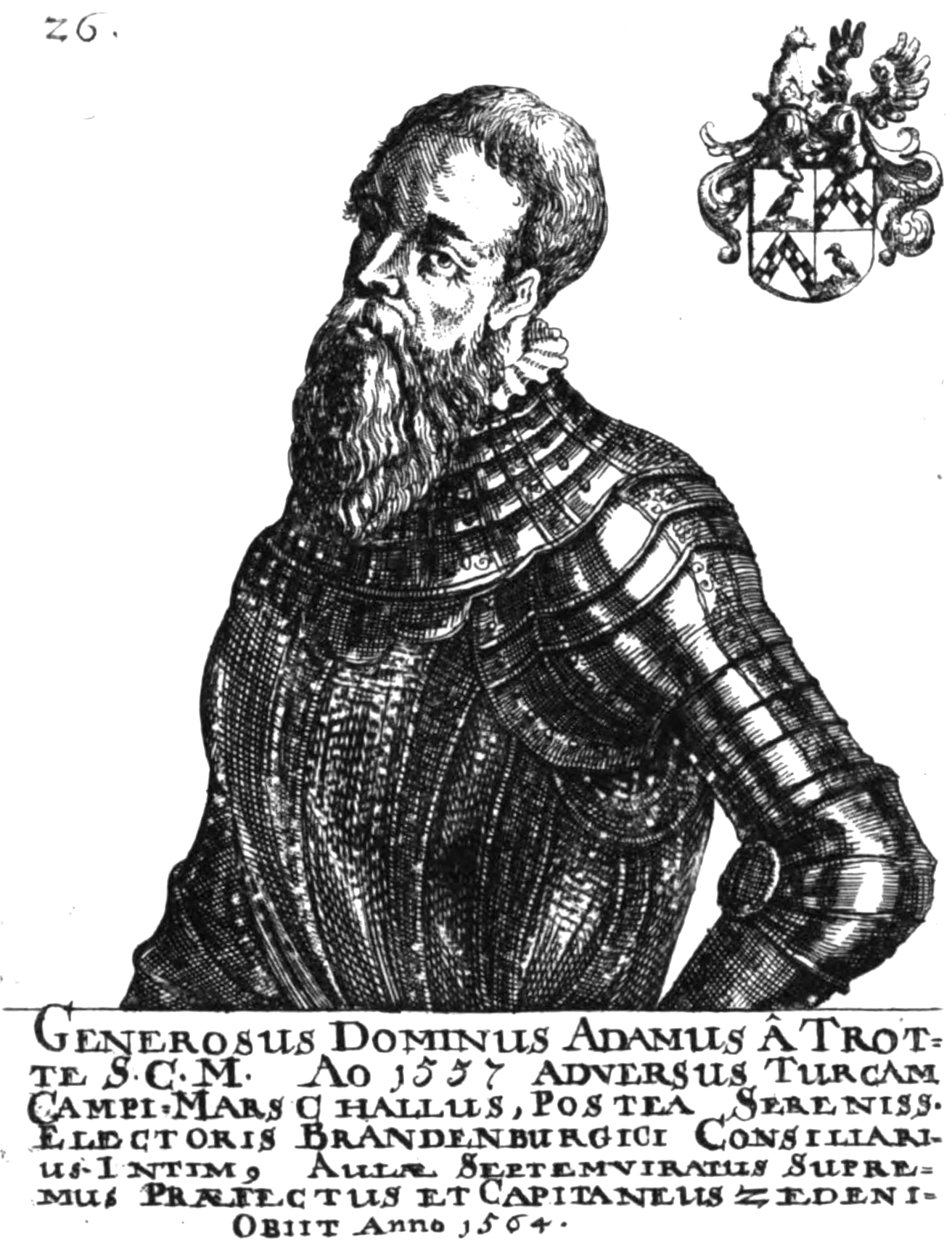
Adam von Trott und seine Nachkommen besaßen von 1552 bis 1727 Himmelpfort

1542 verpfändete der Kurfürst die Herrschaft Himmelpfort auf zehn Jahre an den Landvogt der Uckermark, Hans von Arnim. Ihm wurde aufgetragen, die verbliebenen Mönche zu versorgen. 1551 beklagten Bauern der Herrschaft beim Kurfürsten eine Vermehrung der zu leistenden Frondienste. 1552 wurde die Herrschaft Himmelpfort durch den Kurfürsten an seinen Hofmarschall Adam von Trott verpfändet und 1557 in ein erbliches Lehen umgewandelt. Sie bildete fortan zusammen mit dem Besitz derer von Trott um Badingen die Herrschaft Badingen und Himmelpfort. Die ehemaligen Klostergebäude dienten als Gutshof. 1574 wurden Roggen, Hafer, Braugerste und Hopfen angebaut. In der Waldbienenzucht wurde Honig gewonnen. Darüber hinaus wurden Rinder, Schweine und Schafe gehalten. Nach dem Dreißigjährigen Krieg (1618 bis 1648) lag das Land wüst.
1727 starb die brandenburgische männliche Linie derer von Trott zu Solz aus und die Herrschaft Badingen und Himmelpfort wurde durch den nunmehr preußischen Staat als erledigtes Lehen eingezogen. Der Besitz um Himmelpfort bildete fortan ein Vorwerk des Amtes Badingen mit einer Fläche von 1376 Morgen und wurde verschiedenen Besitzern in Erbpacht gegeben. Aus Mecklenburg wurden Kolonisten angeworben, die sich als Büdner in Himmelpfort niederließen. Deren Häuser bildeten zusammen mit bereits bestehenden Gutsarbeiterhäusern, einem Krug, einer Wassermühle, einer Ziegelei, einem Kalkofen und einem Forsthaus den Kern der späteren Gemeinde Himmelpfort. Bis in das 19. Jahrhundert hinein wurden entlegene Ackerflächen Himmelpforts durch Bauern aus Bredereiche im Frondienst bewirtschaftet.
1815 wurde das Amt Badingen aufgelöst und Himmelpfort bis 1872 durch das Amt Zehdenick verwaltet. 1816/18 wurde der Ort im Zuge der Preußischen Reformen Teil des neuen Kreises Templin, der aus dem Uckermärkischen Kreis hervorging.

### Schifferdorf, Luftkurort, Nationalsozialismus
1845 kaufte der preußische Staat das Vorwerk Himmelpfort zurück. Schlechte Böden wurden aufgeforstet während bessere Böden parzelliert und dort zahlreiche Havelschiffer angesiedelt wurden. In der Folgezeit wurde die Binnenschifffahrt zum bedeutendsten Wirtschaftszweig Himmelpforts. 1891 gründeten 42 Schiffer des Ortes eine Innung. Nach dem Ende des Ersten Weltkriegs (1918) sollen 400 der etwa 700 Einwohner Himmelpforts im Sommer als Schiffer tätig gewesen sein.
Seit 1899 verfügte der Ort über einen Bahnhof (Lage) an der Bahnstrecke Britz–Fürstenberg und war dadurch mit der Berliner Nordbahn verbunden. Um 1900 begann die Entwicklung des Fremdenverkehrs in Himmelpfort.
Ein 1926/27 veröffentlichter Reiseführer bezeichnete Himmelpfort als Luftkurort. Auf der vormals bewaldeten Hasenheide, der Halbinsel zwischen Moderfitzsee und Haussee, entstand ab 1926 eine Gartensiedlung. Im selben Jahr wurde die Freiwillige Feuerwehr Himmelpfort gegründet. 1929 erfolgte die Eingemeindung von Pian nach Himmelpfort. In den 1930er Jahren wurde eine Fremdenverkehrsabgabe erhoben.
Während des Zweiten Weltkrieges waren in Himmelpfort Einheiten der Luftwaffe und lettischer SS-Verbände stationiert. Weibliche Häftlinge aus dem nahegelegenen Konzentrationslager Ravensbrück mussten in einer Pantoffelfabrik Zwangsarbeit leisten.
Am 28. April 1945 wurde Himmelpfort von Osten her widerstandslos durch die Rote Armee eingenommen. Kurz zuvor hatte der Bürgermeister die Brücke über den Schleusengraben sprengen lassen.

### Im Sozialismus
Die landwirtschaftliche Nutzfläche in Himmelpfort war derart unbedeutend und kleinteilig, dass es im Rahmen der Bodenreform in der Sowjetischen Besatzungszone ab 1945 kein geeignetes Land zur Aufteilung in Himmelpfort gab.
Von September 1949 bis Anfang 1952 befand sich in Himmelpfort eine Internatsschule. Dabei handelte es sich um eine als „Ost-Scharfenberg“ bezeichnete Abspaltung der Schulfarm Insel Scharfenberg in West-Berlin. Zu den Schülern gehörten der Schauspieler Jürgen Holtz und der Schriftsteller Ulrich Plenzdorf.
Im Zuge der Verwaltungsreform von 1952 wurde Himmelpfort Teil des neuen Kreises Gransee im Bezirk Potsdam.
1960 bildeten fünf Bauern mit 36 ha Fläche eine Landwirtschaftliche Produktionsgenossenschaft (LPG) des Typs I, die 1972 der LPG in Fürstenberg angeschlossen wurde. Die Zahl der selbstständigen Schiffer in Himmelpfort war 1965 auf acht zurückgegangen. Die Himmelpforter Wirtschaft war um 1974 geprägt von einer Pelztierfarm für Nerze mit über 1000 Zuchttieren, einem Fischereibetrieb sowie einer Vielzahl von Einrichtungen des Gastgewerbes. Zu letzteren gehörten ein Ferienheim des Freien Deutschen Gewerkschaftsbundes, Betriebsferienheime, Privatunterkünfte und drei Zeltplätze. Der Fremdenverkehr hatte die Binnenschifffahrt als wichtigsten Wirtschaftszweig in Himmelpfort abgelöst.
In den 1970er und 1980er Jahren bestanden in Himmelpfort Baustopps für die Errichtung von Bungalows. Die Zahl der jährlichen Urlauber im Ort stieg von 2600 im Jahr 1959 auf 12.000 im Jahr 1973. 1989 unterhielten 134 Betriebe Erholungsobjekte in Himmelpfort.
In der Himmelpforter Heide befand sich von 1968 bis 1990 das Sonderwaffenlager Himmelpfort, ein Kernwaffendepot der Gruppe der Sowjetischen Streitkräfte in Deutschland.
Im Zuge der Wende und friedlichen Revolution in der DDR wählte der Rat der Gemeinde am 27. November 1989 Lothar Kliesch zum neuen Bürgermeister von Himmelpfort und trat anschließend zurück. Ein Runder Tisch wurde eingerichtet, der bis zu den Kommunalwahlen am 6. Mai 1990 bestand.

### Wiedervereinigtes Deutschland
Himmelpfort wurde seit 1992 durch das Amt Fürstenberg verwaltet und wurde 1993 Teil des neuen Landkreises Oberhavel. Der Bahnhof Himmelpfort wurde 1996 mit der Stilllegung der Bahnstrecke Britz–Fürstenberg geschlossen. Seit 2002 ist Himmelpfort ein Staatlich anerkannter Erholungsort des Landes Brandenburg.
Zum 26. Oktober 2003 wurde per Gesetz das Amt Fürstenberg aufgelöst und die Gemeinde Himmelpfort in die Stadt Fürstenberg eingegliedert. Himmelpfort legte gegen die Eingliederung kommunale Verfassungsbeschwerde beim Verfassungsgericht des Landes Brandenburg ein, die 2005 zurückgewiesen wurde.

## Bevölkerungsentwicklung
Die folgende Tabelle zeigt die Einwohnerzahl Himmelpforts an ausgewählten Stichtagen zwischen 1875 und 2019 im jeweiligen Gebietsstand:
| Stichtag      | Einwohner | Quelle                            |
| ------------- | --------- | --------------------------------- |
| 1. Dez. 1875  | 0742      | Volkszählung                      |
| 1. Dez. 1890  | 0624      | Volkszählung                      |
| 1. Dez. 1910  | 0472      | Volkszählung                      |
| 16. Juni 1925 | 0703      | Volkszählung                      |
| 16. Juni 1933 | 0797      | Volkszählung                      |
| 17. Mai 1939  | 0737      | Volkszählung                      |
| 29. Okt. 1946 | 0822      | Volkszählung                      |
| 31. Aug. 1950 | 1.078     | Volkszählung                      |
| 31. Dez. 1964 | 0802      | Volkszählung                      |
| 1. Jan. 1971  | 0736      | Volkszählung                      |
| 31. Dez. 1981 | 0641      | Volkszählung                      |
| 31. Dez. 1991 | 0568      | Bevölkerungsfortschreibung        |
| 31. Dez. 2001 | 0583      | Bevölkerungsfortschreibung        |
| 31. Dez. 2011 | 0466      | Stadtverwaltung Fürstenberg/Havel |
| 31. Dez. 2017 | 0448      | Stadtverwaltung Fürstenberg/Havel |
| 31. Dez. 2019 | 0448      | Stadtverwaltung Fürstenberg/Havel |

## Politik
Himmelpfort bildet einen Ortsteil der Stadt Fürstenberg mit einem Ortsbeirat aus drei Mitgliedern. Bei den Kommunalwahlen 2014 wurden Lothar Kliesch (SPD), Lutz Wilke (Allianz für Fürstenberg und Ortsteile) und Olaf Discher (Regionales Bürgerbündnis) zu Mitgliedern des Ortsbeirats gewählt.

## Kultur und Sehenswürdigkeiten

### Klosteranlage

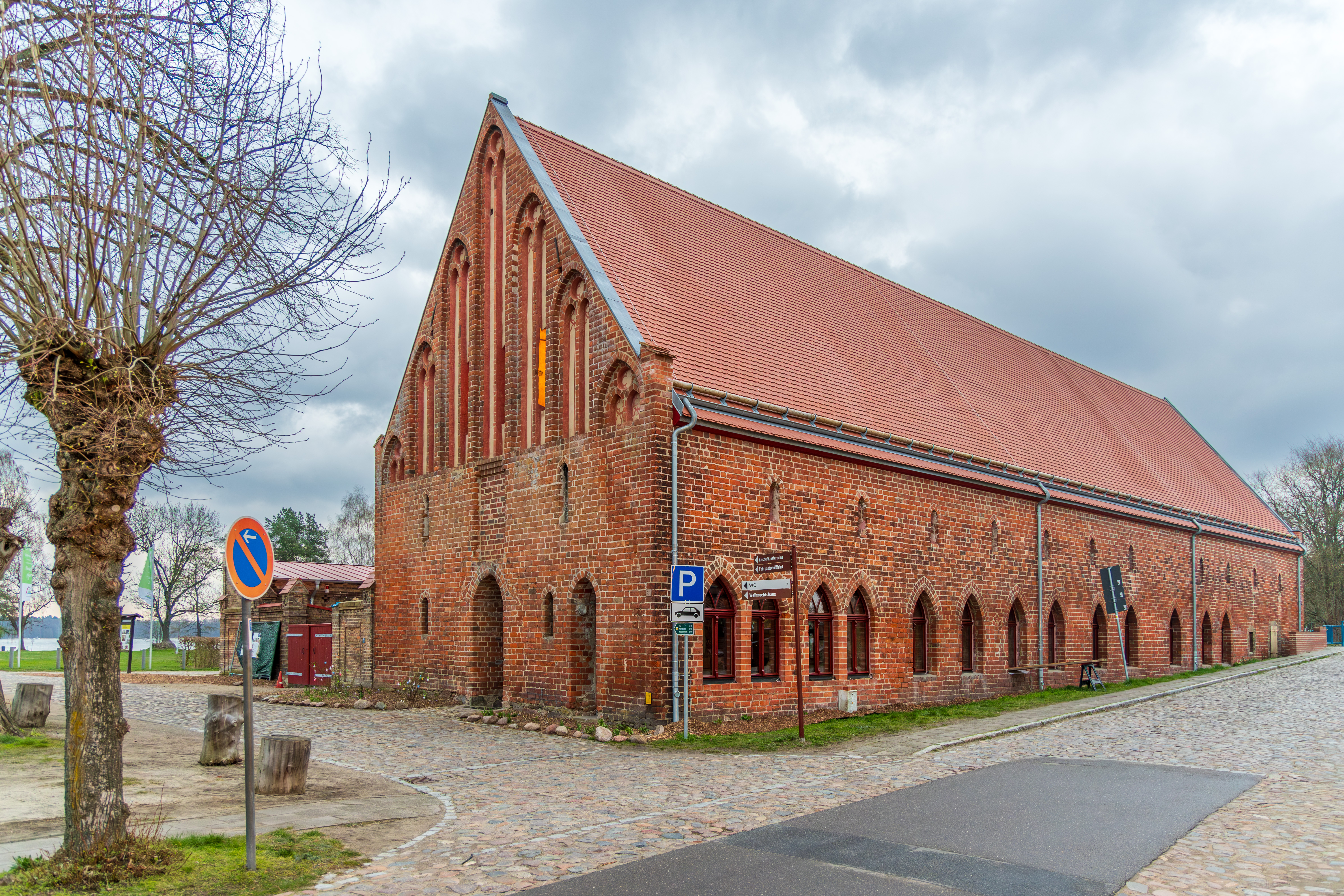
Das restaurierte Brauhaus (2024)

Im Zentrum des Ortes befindet sich die ehemalige Klosteranlage mit der Ruine der zu Beginn des 14. Jahrhunderts erbauten Klosterkirche, in deren Ostteil 1663 die evangelische Pfarrkirche eingebaut wurde. Zur Schleusenbrücke hin steht die Ruine des sogenannten Brauhauses mit gegliedertem Blendengiebel, das im späteren 14. Jahrhundert als Wirtschaftsgebäude des Klosters entstand. 2010 war das Brauhaus durch einen Brand bis auf die Umfassungsmauern zerstört worden. Im Januar 2016 wurde die Bürgerstiftung Kulturerbe Himmelpfort errichtet, die das Brauhaus kaufen, sichern und restaurieren will. Geplant ist eine langfristige kulturelle Nutzung mit Ausstellungen, Theater und Musik. Gegenüber liegt der neuzeitliche sogenannte Klosterkräutergarten. An der Kreuzung Klosterstraße/Zur Hasenheide finden sich Reste der alten Klostermauer.

### Weihnachtspostamt

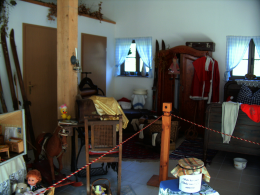
Weihnachtsstube im Weihnachtspostamt

Sonderstempel des Weihnachtspostamtes Himmelpfort

Im Jahr 1984 trafen in Himmelpfort in der damaligen DDR erstmals zwei Briefe von Kindern an den Weihnachtsmann ein und wurden durch eine Mitarbeiterin des Postamts beantwortet. Seitdem nahm die Zahl solcher Briefe zu und Himmelpfort entwickelte sich zu einem Weihnachtspostamt. 1995 stellte die Deutsche Post AG erstmals Mitarbeiter speziell für die Beantwortung dieser Zuschriften ein. Im Jahr 2013 erreichten 294.000 Briefe aus rund 78 Ländern den Weihnachtsmann in Himmelpfort. An ihrer Beantwortung waren 20 Personen beteiligt. Die sogenannte „Schreibstube des Weihnachtsmanns“ befindet sich im Haus des Gastes. Im Jahr 2020 erreichte die Zahl der Zusendungen an den Weihnachtspostamt einen neuen Rekordwert mit 320.000 Zuschriften. Himmelpfort war damit das frequentierteste der sieben deutschen Weihnachtspostämter.

### Salzmann-Bibliothek
In der Alten Mühle ist ein Teil der Privatbibliothek des Büchersammlers Georg P. Salzmann seit 2015 der Öffentlichkeit zugänglich.

### Schutzgebiete
Himmelpfort ist Teil des Naturparks Uckermärkische Seen und – ohne die zentrale Ortslage und Pian – des Landschaftsschutzgebiets Fürstenberger Wald- und Seengebiet. Teile Himmelpforts gehören zu den FFH-Gebieten Kleine Schorfheide-Havel und Stolpseewiesen-Siggelhavel und zu den Naturschutzgebieten Kastavenseen-Molkenkammersee, Kleine Schorfheide und Mellensee bei Lychen. Vom Nordufer des Stolpsee sind 2,55 ha als Flächennaturdenkmal geschützt. Eine Kastanie bei der Kirche und eine Linde auf dem Friedhof sind als Naturdenkmale geschützt.

### Regelmäßige Veranstaltungen
In Himmelpfort fanden von 2001 bis 2017 die Himmelpforter Klassiktage statt, ein klassisches Musikfestival. Motto und Besetzung wechselten jährlich. Künstlerischer Leiter der Veranstaltung ist seit ihrer Begründung Hans-Joachim Scheitzbach, ehemaliger Solocellist der Komischen Oper Berlin. Die Schirmherrin der Klassiktage war Sabine Kunst, ehemalige Ministerin für Wissenschaft, Forschung und Kultur des Landes Brandenburg und amtierende Präsidentin der Humboldt-Universität zu Berlin. Ausgerichtet wurden die Himmelpforter Klassiktage vom Landhaus Himmelpfort am See. Im Jahr 2018 hat man sich dafür entschieden, die Himmelpforter Klassiktage nicht fortzuführen. An ihre Stelle tritt der „Himmelpforter Kultursommer“, welcher von verschiedenen Veranstaltern ins Leben gerufen wurde.

## Wirtschaft und Infrastruktur

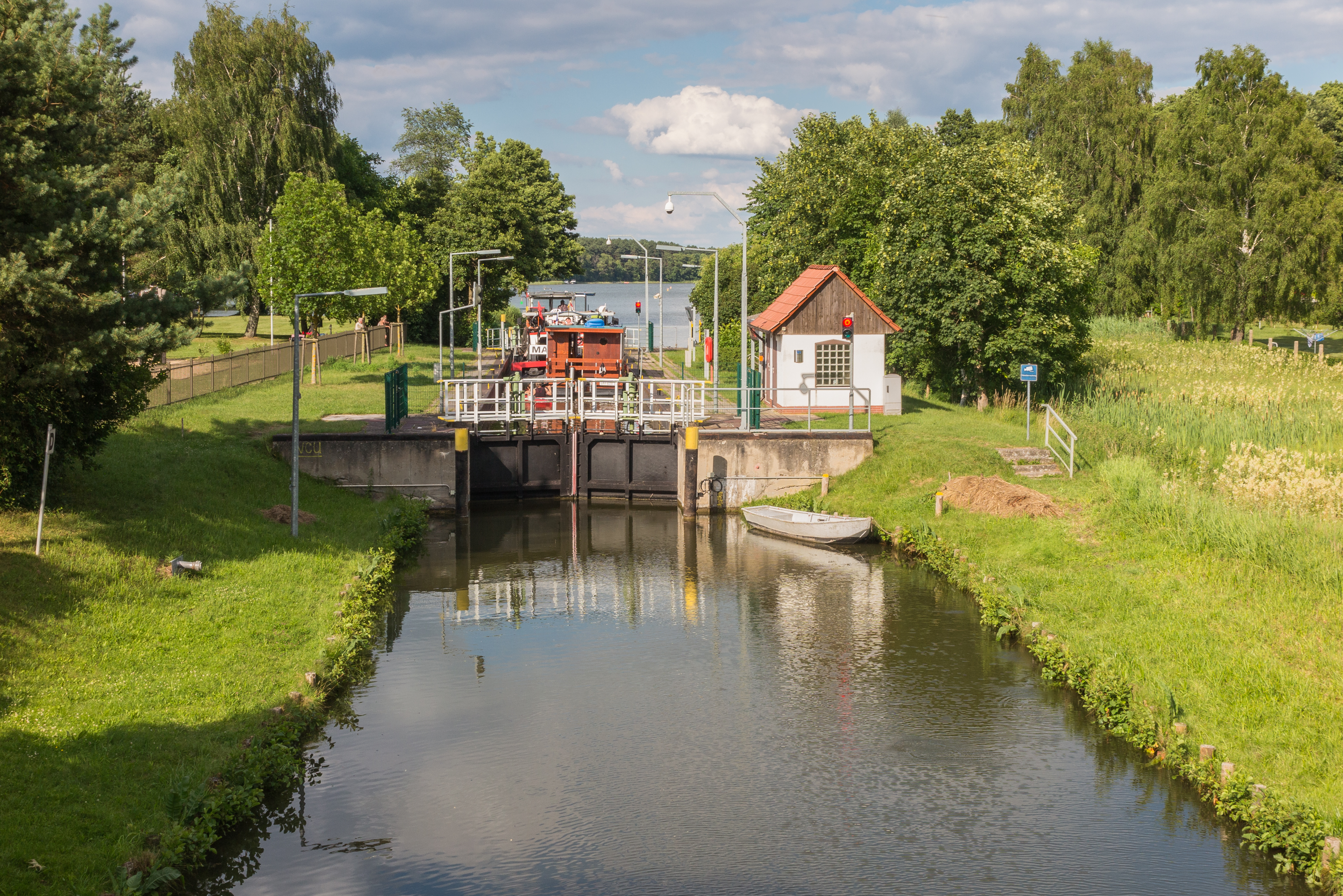
Schleuse Himmelpfort zwischen Stolpsee und Haussee

Der Stolpsee ist Teil der Hauptstrecke der Oberen Havel-Wasserstraße. Der Haussee und die Woblitz gehören zu den Lychener Gewässern. Die Schleuse Himmelpfort hält die Verbindung zwischen dem Stolpsee und dem höher gelegenen Haussee schiffbar.
Durch Himmelpfort verlaufen die Deutsche Tonstraße sowie die Radfernwege Berlin–Kopenhagen und Tour Brandenburg. Auf der stillgelegten Bahnstrecke Britz–Fürstenberg kann die Teilstrecke Templin–Himmelpfort–Fürstenberg mit Fahrraddraisinen befahren werden.
Die Naturschutzstation Woblitz kümmert sich um die Pflege verletzter Greifvögel. Am Südostufer des Stolpsees befindet sich ein Zeltplatz.
Himmelpfort verfügt über eine Freiwillige Feuerwehr, die zu etwa 15 Einsätzen im Jahr ausrückt. 20 Mitglieder hat die Wehr; zwei Fahrzeuge sowie ein Rettungsboot gehören zu den Einsatzmitteln.

## Persönlichkeiten

### In Himmelpfort geboren
- Johann Christian Albinus (1741–1807), Geheimer Kriegsrat in Stettin
- Antoinette Flegenheim (* 1863; † 1943), Überlebende des Untergangs der RMS Titanic

### Mit Himmelpfort verbunden
- Albrecht III. (um 1250–1300), Markgraf von Brandenburg, Stifter des Klosters Himmelpfort, 1309 dort beigesetzt
- Jakob Baumann (um 1491–1562), Zisterziensermönch, vor 1549 Pförtner des Klosters Himmelpfort
- Adam von Trott († 1564), Reichsgeneralfeldmarschall und Oberhofmarschall, Amtshauptmann und Grundherr von Himmelpfort
- Jürgen Holtz (1932–2020), Schauspieler, 1949–1952 Internatsschüler in Himmelpfort
- Ulrich Plenzdorf (1934–2007), Schriftsteller, 1949–1952 Internatsschüler in Himmelpfort
- Lothar Kliesch (* 1950), Politiker, 1989–2003 Bürgermeister von Himmelpfort
- Reimund Helms (* 1954; † 2005), Politiker, Mitglied der Gemeindevertretung Himmelpfort
- Harald Blüchel (* 1963), Komponist, Pianist und Musikproduzent, lebt in Himmelpfort[25]

## Trivia
Die Kinderbuchautorin Kerstin Kaibel schrieb 2020 ein Buch darüber, was der Himmelpforter Weihnachtsmann im Sommer macht. 2022 folgte ein weiteres Buch der Autorin über die Aktivitäten des Weihnachtsmanns im Winter. Die Handlung beider Kinderbücher spielt weitgehend in Himmelpfort.